# Jennifer Armentrout
Jennifer Armentrout   (Martinsburg, 11 de juny de 1980) és una escriptora estatunidenca de novel·les juvenils, també coneguda com a J. Lynn.

## Obres

### Escrites amb el nom de Jennifer L. Armentrout

#### Saga Covenant
- Daimon (Maig 10, 2011)
- Half-Blood (Octubre 18, 2011)
- Pure (Abril 3, 2012)
- Deity (Novembre 6, 2012)
- Elixir (Novembre 27, 2012)
- Apollyon (Abril 4, 2013)
- Sentinel (Novembre 2, 2013)

#### Saga Titan
- The Return (Febrer 16, 2015)
- The Power
- The Struggle
- The Prophecy

#### Saga Lux
- Shadows (Febrer 21, 2012)
- Obsidian (Novembre 29, 2011)
- Onyx (Agost 14, 2012)
- Opal (desembre 11, 2012)
- Origin (Agost 27, 2013)
- Opposition (Agost 5, 2014)

#### Novel·la Arum
- Obsession (May 31, 2013)

#### Saga Dark Elements
- Bitter Sweet Love (desembre 1, 2013)
- White Hot Kiss (Febrer 25, 2014)
- Stone Cold Touch (Octubre 21, 2014)
- Every Last Breath (Juliol 28, 2015)

#### Trilogia Wicked
- Wicked (desembre 8, 2014)
- Torn (Estiu 2015)

#### Altres novel·les
- Cursed (setembre 18, 2012)
- Don't Look Back (Abril15, 2014)
- Dead List (Març 31, 2015)

### Escrites amb el pseudònim J. Lynn

#### Saga Gamble Brothers
- Tempting the Best Man (Abril 23, 2012)
- Tempting the Player (Octubre 23, 2012)
- Tempting the Bodyguard (Maig 12, 2014)

#### Saga Wait for You
- Wait for You (febrer 26, 2013)
- Trust In Me (October 22, 2013)
- Be With Me (febrer 4, 2014)
- Believe in Me (Febrer 25, 2014)
- The Proposal (història curta, març 15, 2014)
- Stay With Me (setembre 23, 2014)
- Fall With Me (Març 31, 2015)
- Dream of You (Juny 23, 2015)
- Forever With You (setembre 29, 2015)
- Fire in You (2016)

#### Saga Frigid
- Frigid (Juliol 15, 2013)
- Scorched (Juny 2015)

#### Altres novel·les
- Unchained (setembre 17, 2013)